# Gavino Nino
Gavino Nino (Bosa, 10 dicembre 1807 – Cagliari, 21 febbraio 1886) è stato un presbitero e politico italiano.

## Biografia
Sacerdote liberale, fu Deputato del Regno di Sardegna per tre legislature, eletto nei collegi di Isili (II), Lanusei (III) e Cagliari IV (V).
Fondatore, insieme a Domenico De Castro e Alberto De Gioannis, della rivista letteraria La meteora, pubblicata dal 1842 al 1845.

Fu anche Sindaco di Bosa, sua città natale.